# 加登
株式会社加登（かとう、英: Kato Co., Ltd.）は、霊園・墓地の関連企業。
本社は大阪府大阪市淀川区にある。

## 沿革
- 1960年（昭和35年）
  - 6月 - 箕面市新家に移転する
- 1972年（昭和47年）
  - 10月 - 全大阪石材工業協同組合を結成
- 1973年（昭和48年）
  - 12月 - 大阪府北摂霊園協力会に加盟
- 1974年（昭和49年）
  - 12月 - 株式会社加登石材商店に改組
- 1976年（昭和51年）
  - 3月 - 堺市鉢ヶ峯霊園前に堺支店を開設
- 1977年（昭和52年）
  - 4月 - 西宮市白水峡霊園前に西宮支店を開設
  - 5月 - 株式会社永和設立
  - 10月 - 大阪市西区に大阪営業所開設
- 1978年（昭和53年）
  - 2月 - 奈良県三郷町竜の子墓園石材協力会に加盟
  - 5月 - 配送センター開設
  - 12月 - 大阪府堺石材事業協同組合に加盟
- 1979年（昭和54年）
  - 6月 - 大阪府泉南メモリアルパーク石材協力会に加盟
- 1980年（昭和55年）
  - 1月 - 本社新社屋完成
  - 4月 - 大阪府北摂霊園指名登録店となる
- 1981年（昭和56年）
  - 11月 - 大阪営業所大阪市淀川区に移転
- 1983年（昭和58年）
  - 2月 - 寝屋川営業所開設
- 1984年（昭和59年）
  - 3月 - 川西中央霊園開設
- 1985年（昭和60年）
  - 6月 - はびきの中央霊園開設
- 1986年（昭和61年）
  - 4月 - 本社・事業本部制に組織変更
  - 8月 - 株式会社加登に商号変更。株式会社永和が、株式会社加登開発に社名変更
- 1988年（昭和63年）
  - 12月 - 四条畷霊園開設
- 1989年（平成1年）
  - 12月 - 川西中央霊園第2期拡張分譲開始
- 1991年（平成3年）
  - 4月 - 株式会社加登開発、本社ビル新大阪に竣工
- 1992年（平成4年）
  - 3月 - 株式会社加登開発、資本金3,200万円に増資
- 1994年（平成6年)
  - 3月 - 明治の森霊園開設
  - 10月 - はびきの中央霊園第2期分譲開始
- 1997年（平成9年）
  - 1月 - 四条畷霊園第2期拡張分譲開始
  - 10月 - 鎌倉材木座霊園新区画分譲開始
- 1998年（平成10年）
  - 8月 - 株式会社加登TOKYO設立
  - 10月 - 広告代理店株式会社ケイネット設立
  - 11月 - 四条畷霊園第3期「あおぞら」分譲開始
- 1999年（平成11年）
  - 10月 - 株式会社加登開発が、株式会社加登に商号変更
- 2003年（平成15年）
  - 3月 - 四条畷霊園第3期「あおぞら」分譲開始
- 2005年（平成17年）
- 2月 - 東京都港区に加登ビル完成。株式会社加登TOKYO東京支社設立。
- 5月 - 寝屋川店を四條畷市に移転、店名を飯盛店に変更。
- 7月 - 全国優良石材店の会に加盟
- 2008年（平成20年）
  - 4月 - 明治の森霊園第2次分譲開始
- 2009年（平成21年）
  - 12月 - 宝塚営業所開設
- 2010年（平成22年）
  - 8月 - 堺店新装オープン
- 2011年（平成23年）
  - 3月 - 岸和田営業所開設
  - 5月 - 大阪泉北霊園開設
- 2012年（平成24年）
  - 1月 - 新横浜中央霊園開設
  - 2月 - 神戸店、奈良橿原店開設
- 2014年（平成26年）
  - 10月 - 川西中央霊園第3期分譲開始
- 2016年（平成28年）
  - 5月 - 大阪霊園開設
  - 9月 - 湘南ふじみ霊園開設
- 2017年（平成29年）
  - 3月 - 飯盛店を門真市に移転し、店名を門真店に変更
  - 5月 - 大阪みやこ霊廟縁凛堂開設
- 2018年（平成30年）
  - 11月 - 川西中央霊園「ゆうあいの森」分譲開始
  - 12月 - イオン尼崎営業所開設